# Frans USFSA voetbalkampioenschap 1894
In 1894 werd het allereerste Franse voetbalkampioenschap georganiseerd door de USFSA. Er namen enkel clubs deel uit Parijs en onmiddellijke omgeving.  

## Voorronde
15 april 1894
| Team        | Team                        | Uitslag |
| ----------- | --------------------------- | ------- |
| Standard AC | CA Neuilly                  | 13-0    |
| Standard AC | International Athletic Club | Forfait |

Club Français en CP Asnières hadden een bye

## Halve finale
22 april 1894
| Team         | Team          | Uitslag |
| ------------ | ------------- | ------- |
| Standard AC  | CP Asnières   | 5-0     |
| White-Rovers | Club Français | 1-0     |

## Finale
29 april 1894 in Courbevoie
| Team        | Team         | Uitslag |
| ----------- | ------------ | ------- |
| Standard AC | White Rovers | 2-2     |

Replay 

6 mei 1894 in Courbevoie
| Team        | Team         | Uitslag |
| ----------- | ------------ | ------- |
| Standard AC | White Rovers | 2-0     |

- Standard: H. Wynn, W.D. Atrill, E. Wynn, Hill, J. Roscoe, Leguillard, Vines, O. Hicks, Hunter, A. Tunmer, N. Tunmer. Leguillard was de enige Fransman van de club.
- White-Rovers: Thomas, Cotton, Cox, Pullar, Exell, Gamay, Wilson, Pares, J. Wood, Young, F. Roques

1894 ·
1895 ·
1896 ·
1897 ·
1898 ·
1899 ·
1900 ·
1901 ·
1902 ·
1903 ·
1904 ·
1905 ·
1906 ·
1907 ·
1908 ·
1909 ·
1910 ·
1911 ·
1912 ·
1913 ·
1914 · 
1915 · 1916 · 1917 · 1918 · 
1919